# سالاد افغانی

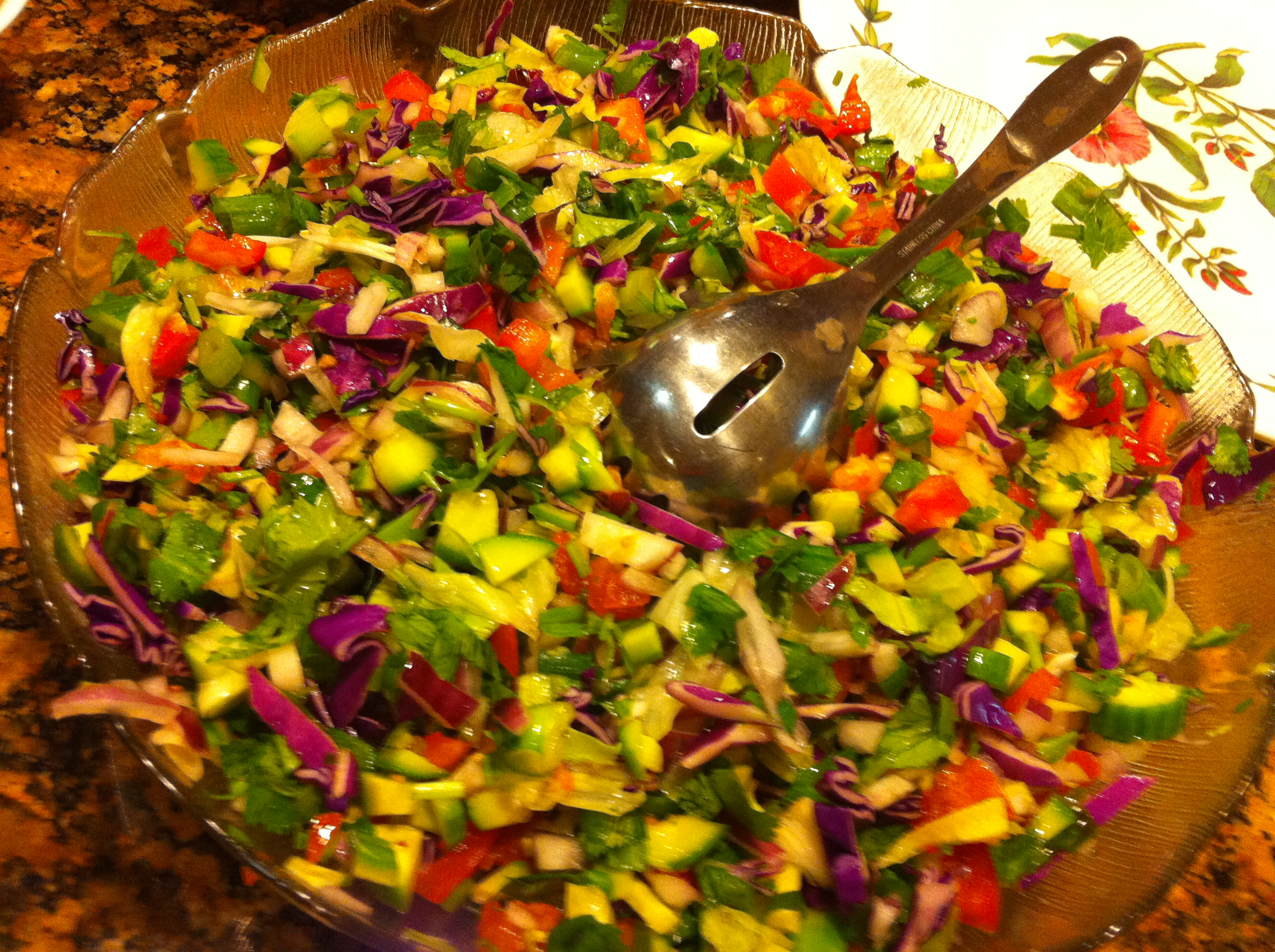
یک سالاد افغانی که با گوجه فرنگی، خیار، پیاز و بسیاری از مواد اضافی تهیه شده‌است

سالاد افغانی نوعی سالاد در آشپزی افغانی است که از مواد اولیه گوجه‌فرنگی، خیار، پیاز، هویج، گشنیز، نعناع و لیموترش یا گاهی آب لیمو تهیه می‌شود. ممکن است از نمک و فلفل برای طعم دادن به غذا استفاده شود. ممکن است از مواد اضافی مانند فلفل دلمه ای، جعفری، تربچه و گیاهان، در میان سایر موارد استفاده شود.